# Valerio Cleri
Valerio Cleri (Italia, 19 de junio de 1981) es un nadador italiano especializado en pruebas de larga distancia en aguas abiertas, donde consiguió ser campeón mundial en 2010 en los 10 kilómetros en aguas abiertas.

## Carrera deportiva
- En el Campeonato Mundial de Natación en Aguas Abiertas de 2006 celebrado en Nápoles (Italia), ganó la medalla de plata en los 10 kilómetros en aguas abiertas, con un tiempo de 2:10:40.5 segundos, tras el alemán Thomas Lurz (oro con 2:10:39 segundos) y por delante del ruso Yevgueni Drattsev (bronce con 2:10:40.7 segundos).

- Tres años después, en el Campeonato Mundial de Natación de 2009 celebrado en Roma ganó la medalla de oro en los 25 kilómetros aguas abiertas, con un tiempo de 5:26:31 segundos, tras el australiano Trent Grimsey y el ruso Vladímir Diatchin.

- Al año siguiente, en el Campeonato Mundial de Natación en Aguas Abiertas de 2010 celebrado en Roberval (Canadá) ganó el oro en la misma prueba, con un tiempo de 2:00:59 segundos, por delante de los rusos Yevgueni Drattsev y Vladímir Diatchin.